# Герцфельд, Авраам
Авраам Герцфельд (ивр. אברהם הרצפלד‎; род. 5 июня 1891 года, Ставище, Российская империя — 30 августа 1973 года, Израиль) — сионистский активист, депутат кнессета первых пяти созывов от партии МАПАЙ.

## Биография
Авраам Герцфельд родился в еврейской семье в Ставище Российской империи, ныне это территория Украины. Он учился в иешивах городов Тельшяй и Бердичева.

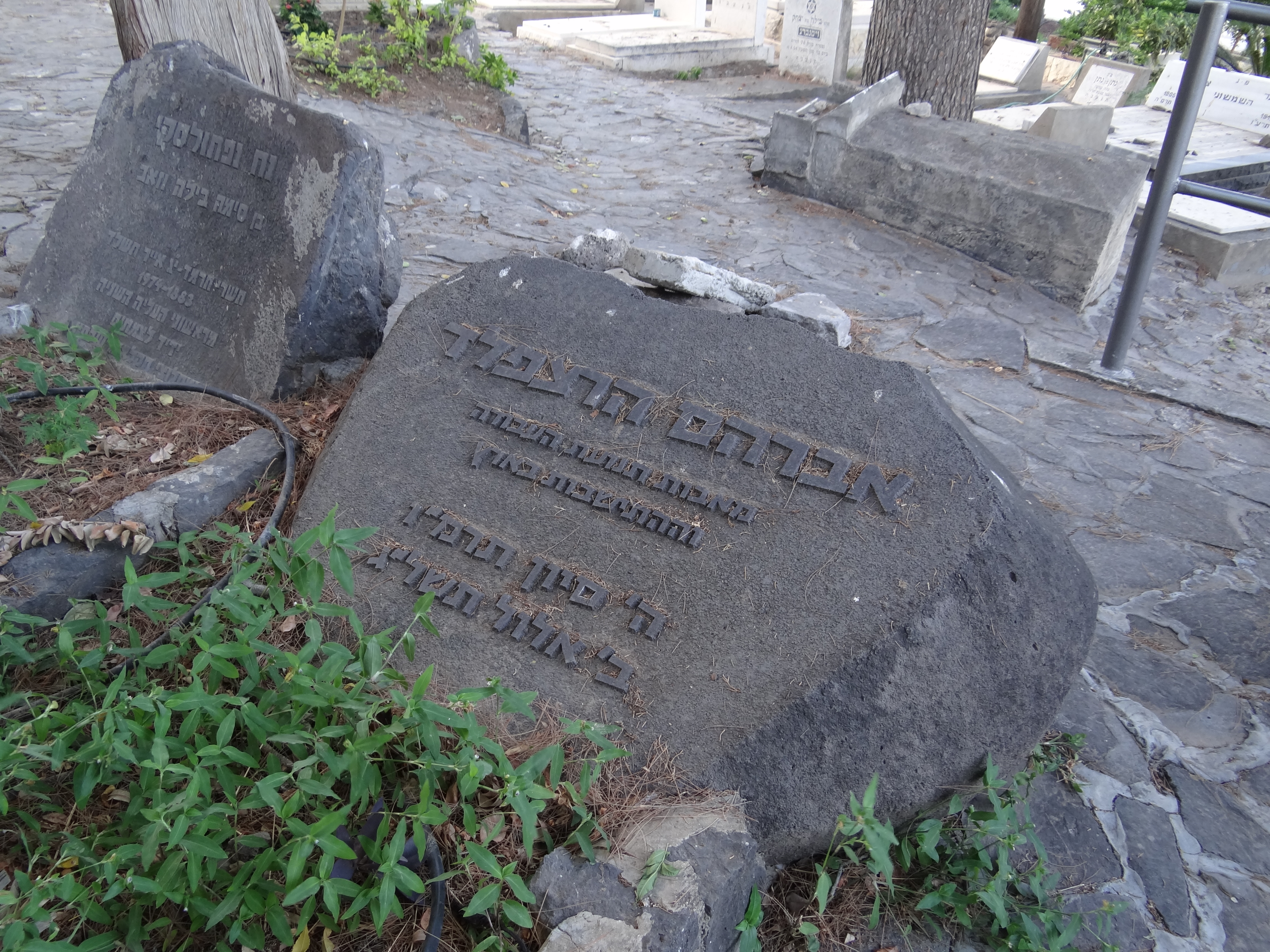
Могила Авраама Герцфельда на «Кладбище Киннерет»

В 1910 году Авраам Герцфельд был арестован за революционную деятельность, а затем сослан в Сибирь. С 1914 по 1918 год он был членом партии «Поалей Цион». Затем в 1919 году Герцфельд стал одним из основателей партии «Ахдут ха-Авода», а с 1930 года он был членом партии МАПАЙ.
В 1914 году Герцфельд перебрался на территорию Палестины, где работал сельскохозяйственным рабочим на плантациях в районе Петах-Тиквы.
В 1951 году Авраам Герцфельд был избран в кнессет 1-го созыва, а затем переизбирался в кнессет 2-го, 3-го, 4-го и 5-го созывов. Занимал пост в финансовой комиссии кнессета.
В 1972 году Авраам Герцфельд был удостоен Премии Израиля за государственную деятельность.
Авраам Герцфельд скончался 30 августа 1973 года в Израиле.